# (10447) Bloembergen
Pour les articles homonymes, voir Bloembergen.
(10447) Bloembergen est un astéroïde de la ceinture principale.

## Description
(10447) Bloembergen est un astéroïde de la ceinture principale. Il fut découvert le 16 octobre 1977 à l'observatoire Palomar par Cornelis Johannes van Houten, Ingrid van Houten-Groeneveld et Tom Gehrels. Il présente une orbite caractérisée par un demi-grand axe de 2,88 UA, une excentricité de 0,05 et une inclinaison de 2,1° par rapport à l'écliptique.

## Compléments